# Чикішани
Чикіша́ни (рос. Чикишане) — присілок у складі Орічівського району Кіровської області, Росія. Входить до складу Пустошинського сільського поселення.
Населення становить 10 осіб (2010, 5 у 2002).
Національний склад станом на 2002 рік — росіяни 100 %.